# Enric d'Ossó i Cervelló
Enric d'Ossó i Cervelló (Vinebre, Ribera d'Ebre, 16 d'octubre de 1840 - Gilet, Camp de Morvedre, 27 de gener de 1896) fou un eclesiàstic català, fundador de la Companyia de Santa Teresa o Teresianes. Era oncle de Lluís d'Ossó i Serra.

## Biografia
Fill de Jaume d'Ossó i Català i Miquela Cervelló i Jové, pagesos acomodats que el van educar en la devoció cristiana i van fer que s'aficionés a les coses de l'església. Va manifestar el seu desig de ser mestre i ensenyar, però el seu pare l'envià a Quinto (província de Saragossa) amb un oncle, perquè hi aprengués comerç. Hi caigué greument malalt i atribuí la seva recuperació a la Mare de Déu del Pilar. El 1854, morí la seva mare de còlera; aquesta sempre havia dit al seu fill que es fes sacerdot i Enric, llavors, decidí seguir la carrera eclesiàstica. Escapa a Montserrat i el seu germà gran el va a buscar, prometent-li que li donarà el seu suport perquè es pugui fer sacerdot.
Va entrar al seminari de Tortosa el 1854 i hi va estudiar humanitats, filosofia, física, química i teologia; seguí els estudis de teologia al Seminari Conciliar de Barcelona, acabant-los el 1866 i especialitzant-se en l'estudi de santa Teresa de Jesús. Fou ordenat sacerdot el 28 de setembre de 1867, i fins al 1878, fou professor al seminari de Tortosa, impartint classes de matemàtiques i física.
El 1870 organitzà l'Asociación de Congregantes de la Purísima Concepción per a joves. El 1872 començà la revista Santa Teresa de Jesús, que va dirigir durant 24 anys. El 1873 fundà l'Associació de Filles de Maria Immaculada i Santa Teresa de Jesús, que el 1875 va convertir-se, per obra de Pius IX, en Arxiconfraria Teresiana, actualment Moviment Teresià d'Apostolat. Amb l'objectiu d'«ésser cristians autèntics en l'ambient propi», els seus membres havien de dedicar un quart d'hora diari a la pregària individual: va escriure l'opuscle El cuarto de hora de oración el 1874 i va tenir una gran difusió i nombroses edicions (quinze en vida de l'autor); l'associació arribà a tenir unes 100.000 membres i, des del 1874, una branca infantil, el Rebañito del Niño Jesús.

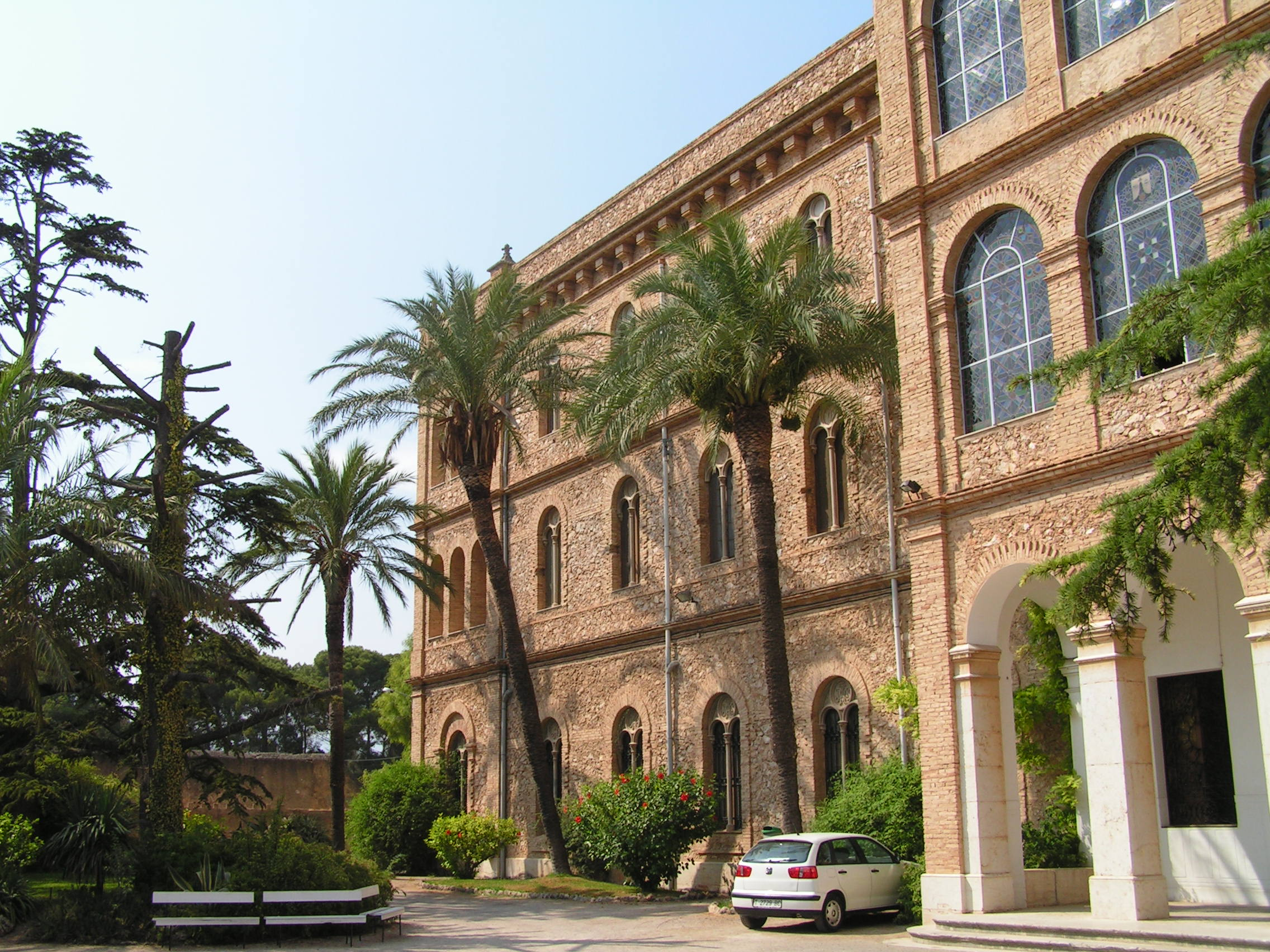
Convent de les Teresianes de Jesús (Tortosa), fundat pel sant i lloc del seu enterrament.

Enric d'Ossó creia en l'efectivitat de les publicacions per a difondre el pensament cristià, i escrigué diversos opuscles sobre qüestions eclesiàstiques, amb ànim divulgatiu i didàctic. En promulgar-se la Rerum Novarum, va escriure una obra per tal de difondre la doctrina social de l'Església: Catecismo de los obreros y de los ricos. Va finançar l'erecció d'un monestir de carmelites descalces a Tortosa.
El 23 de juny de 1876 fundà a Tarragona la Companyia de Santa Teresa de Jesús, societat de vida en comú femenina dedicada a l'ensenyament que es convertí en congregació religiosa i fou aprovada per la Santa Seu el 22 de setembre de 1888. El mateix any, encarregà a Antoni Gaudí la construcció del Col·legi de les Teresianes a Sant Gervasi de Cassoles, com a casa mare de la congregació. També va fundar la Germandat Josefina, associació per a homes de qualsevol estat i edat.
Va influir en la instrucció i pensament científic de la feminista i catalanista ebrenca Enriqueta Ferrús i Ribes, que estava relacionada amb ells per vincles familiars.
Va morir durant una estada al convent franciscà de Sancti Spiritus a Gilet, el 27 de gener de 1896. Fou beatificat per Joan Pau II el 14 d'octubre de 1979, i canonitzat el 16 de juny de 1993 a Madrid, en una visita de Joan Pau II. La seva festivitat se celebra el 27 de gener.